# 洛蓋普 (北卡羅萊納州)
洛蓋普（英語：Lowgap）是位於美國北卡羅萊納州薩里縣的普查規定居民點。

## 人口
根據2020年美國人口普查的數據，洛蓋普的面積為3.00平方千米，皆為陸地。當地共有人口267人，而人口密度為每平方千米89人。